# Sint-Trudoledeken
El Sint-Trudoledeken és un afluent del canal Zuidervaartje que neix de la confluència del Meersbeek (també anomenat Dorpsbeek i Waterloop) i del Bergbeek al nucli Assebroek de la ciutat de Brugge i que desemboca al Zuidervaartje a la mateixa ciutat a la província de Flandes Occidental a Bèlgica.
El nom «Ledeke» (variants: lee, geleed, lede, leet, lei, leie...) indica la intervenció humana: a aquesta època van aprofitar d'aigüeres naturals per a apregonar-les i millorar el desguàs. El prefix Sint-Trudo prové de l'antiga abadia dedicada a Trudó, desapareguda i recreada el 1946 al castell de Male. A certes mapes, el nom de Sint-Trudoledeken s'utilitza per a indicar tota la conca del riu i dels seus afluents. El 2010 els pòlders Zwinpolder, Nieuwe Hazegraspolder, Damse Polder i Polder Sint-Trudoledeken van fusionar al pòlder nou, anomenat «Oostkustpolder» (pòlder de la costa oriental).
El riu té un paper important al desguas del pòlder del mateix nom i dels prats molls anomenats Assebroekse Meersen. Abans la construcció del canal Gant-Bruges desguassava al riu Reie, després va desviar-se cap al Zuidervaartje. La darrera part del riu, que des de la fi del segle xix s'integrava en una mena de rambla arbrada, el Passeig de Steenbrugge paral·lela a la carretera de Bruges a Kortrijk va cobrir-se gairebé totalment per a eixamplar la carretera als anys 60 del segle xx.

## Afluents
- Bergbeek
- Meersbeek (Waterloop o Dorpsbeek)

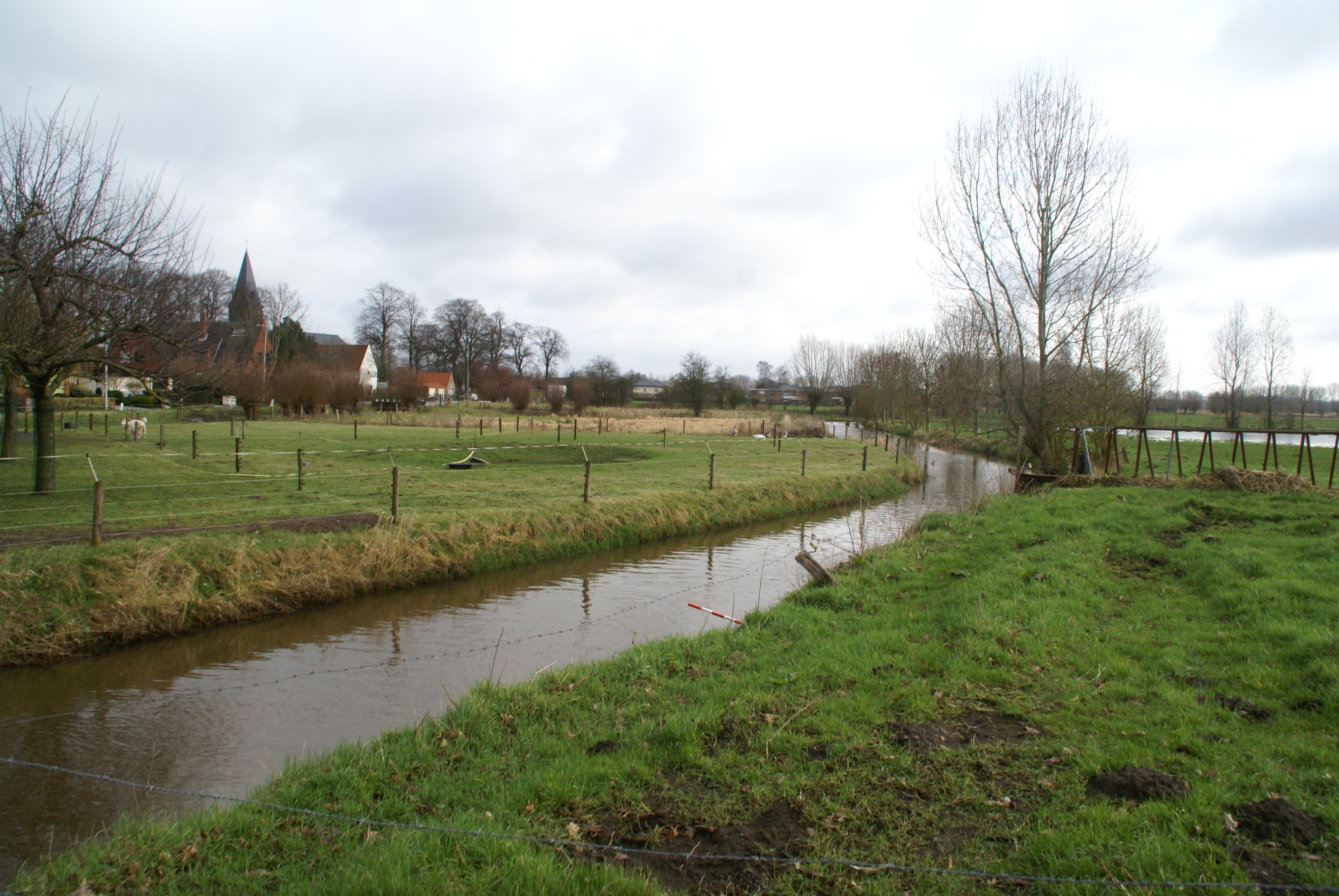
El riu als prats molls d'Assebroek (Assebroekse Meersen)
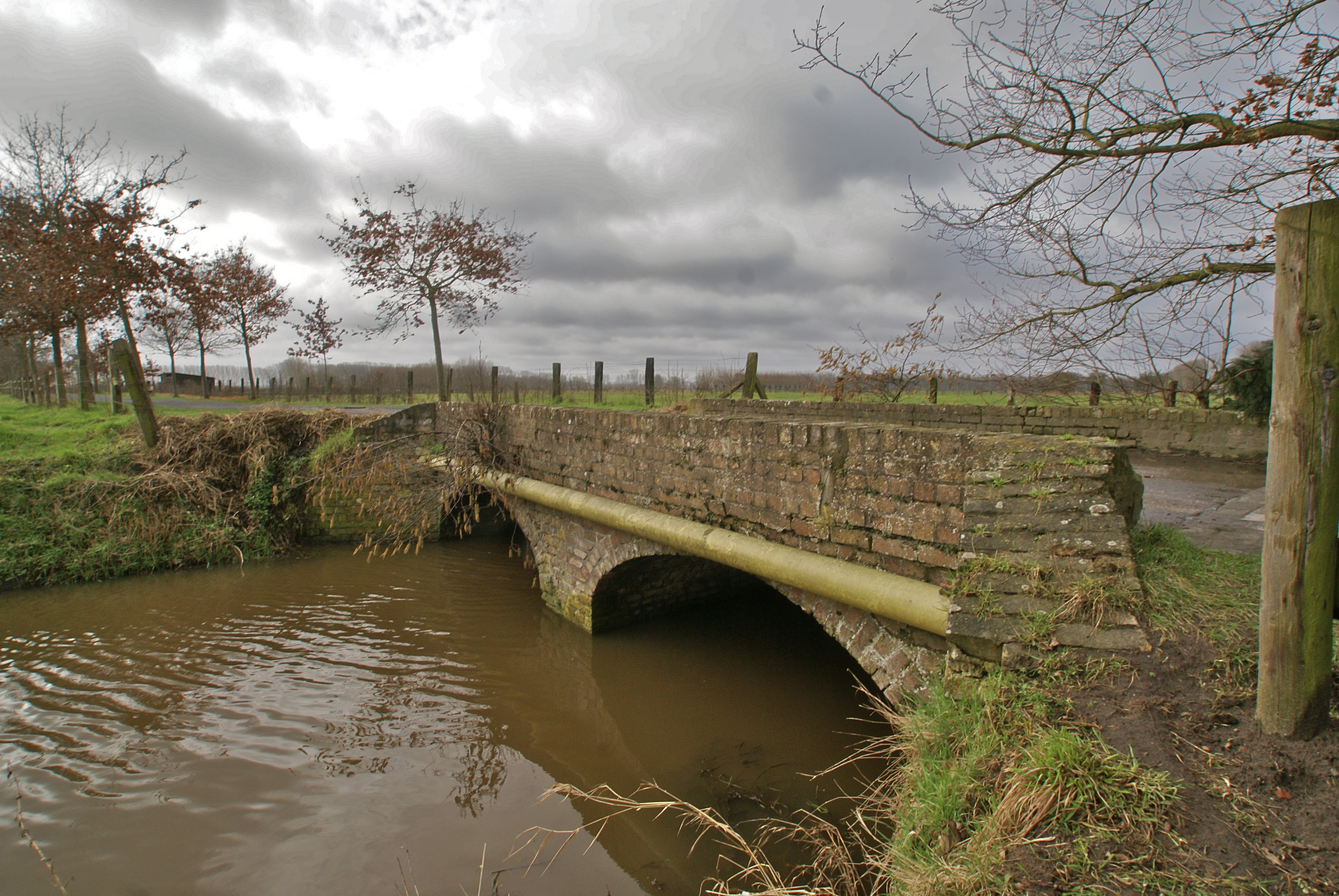
Pont a Assebroek
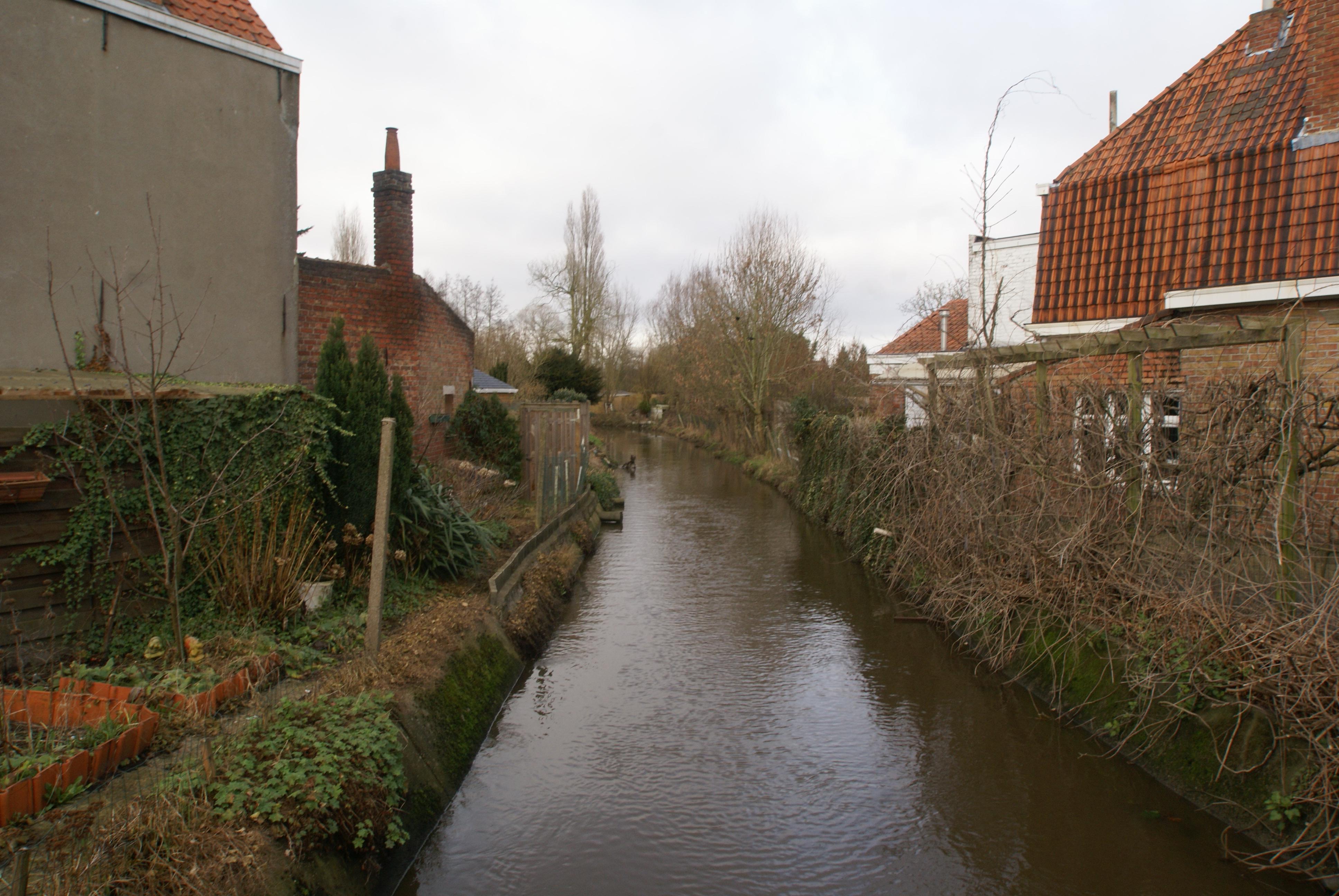
El riu desapareix entre les cases a Steenbrugge
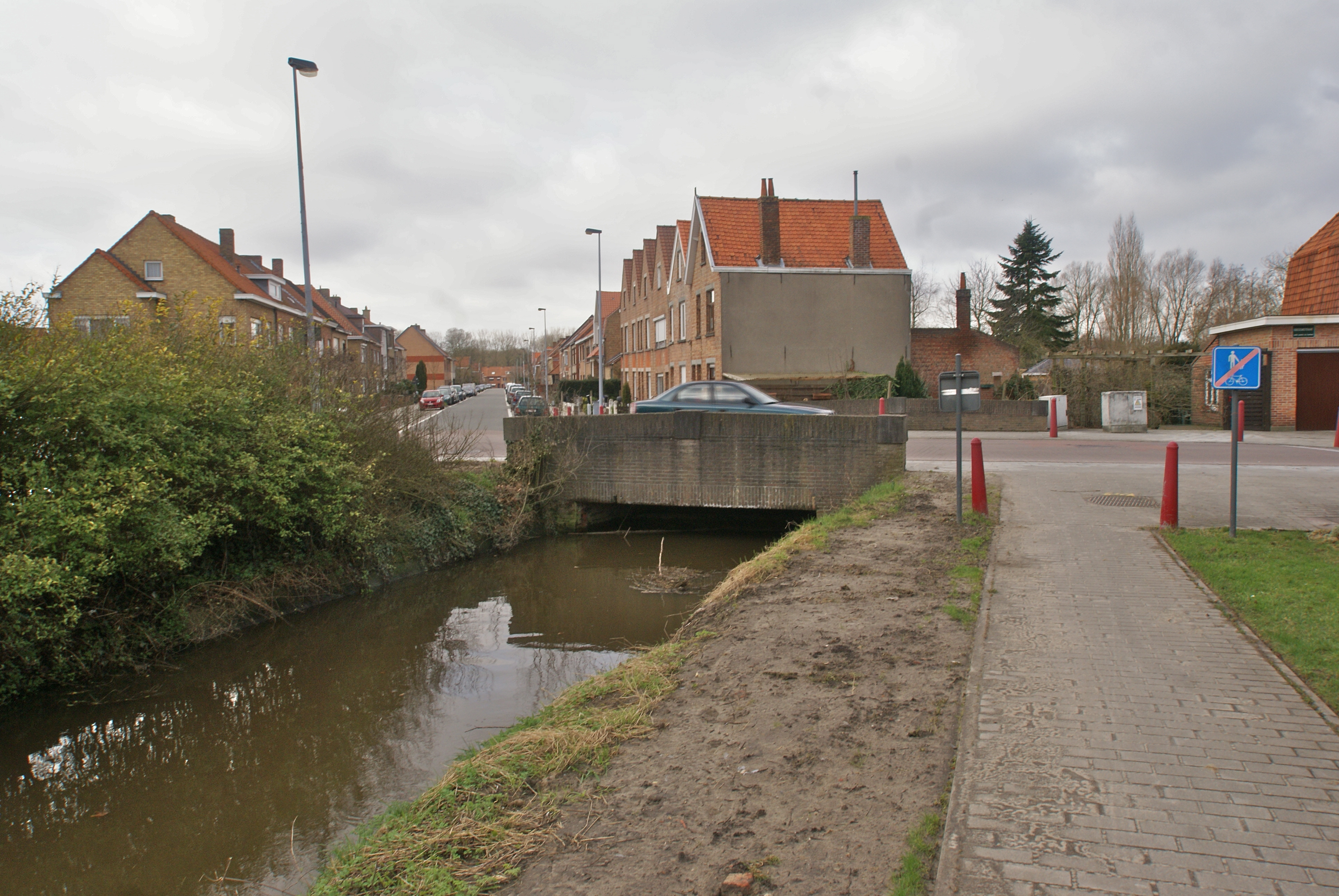
Pont del carrer Odegemstraat